# بازگنجشک آنجوآن
بازگنجشک آنجوآن یا پیغوی آنجوآن (نام علمی: Accipiter francesiae pusillus) نام یک زیرگونه از سرده بازها است. این پرنده بوم‌زاد کشور کومور و جزایر آنژوان بوده است. این گونه در سال ۲۰۰۵ میلادی به طورکامل نسلش منقرض شد. نرهای این باز بال‌هایی به طول ۱۳۵–۱۴۹ میلی‌متر با دمی به اندازه ۹۹–۱۸۸ میلی‌متر مشخص می‌شد. این پرنده به علت تخریب زیستگاه و شکار و کم شدن غذاهایش به طور کامل منقرض شد.